# Scheemda

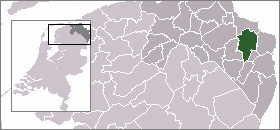
Scheemdas läge (grönt) i Groningen (mörkgrått)

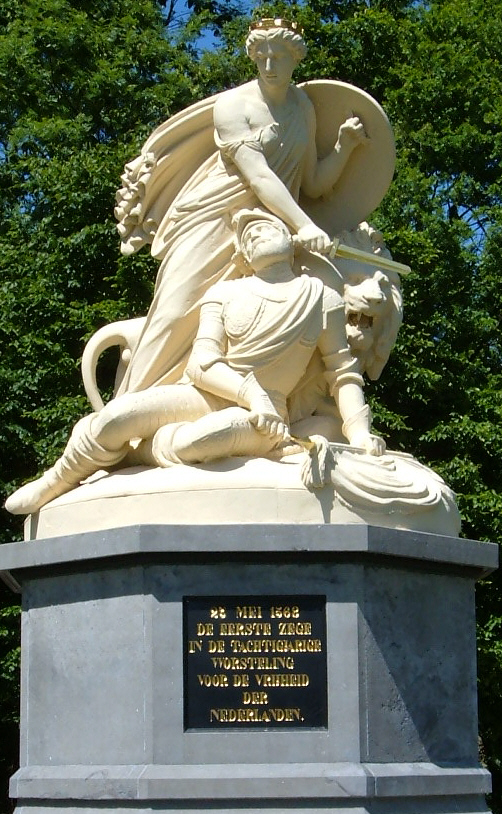
Monument om slaget vid Heiligerlee år 1568.

Scheemda är en historisk kommun i provinsen Groningen i Nederländerna. Kommunens totala area är 117,46 km² (där 3,02 km² är vatten) och invånarantalet är på 14 140 invånare (2005).